# 角田陽一郎
角田 陽一郎（かくた よういちろう、1970年8月17日 - ）は、日本のテレビプロデューサー、脚本家、演出家、映画監督、文化資源学研究者。

## 来歴
1970年、千葉県生まれ。1989年千葉県立千葉高等学校卒業。1994年3月に東京大学文学部西洋史学科を卒業。
1994年4月に株式会社東京放送（現：TBSテレビ）に入社。同期には元アナウンサーの長岡杏子（別部署に異動）と進藤晶子（現:フリーアナウンサー）がいる。
制作局バラエティ部でAD・ディレクターを経たのち、メディアビジネス局デジタルビジネス推進部 兼 制作局制作一部所属。2016年12月31日退社。
2019年4月、東京大学大学院人文社会系研究科文化資源学研究専攻文化経営学修士課程へ入学。修了後、2021年4月より文化資源学研究専攻文化経営学博士課程に在籍中。
2023年4月より、江戸川大学メディアコミュニケーション学部・非常勤講師。2024年4月より、同大学メディアコミュニケーション学部マス・コミュニケーション学科教授。
バラエティ番組の企画制作をしながら、映画監督やネット動画配信会社goomoの設立やスマートフォンアプリ「カテゴリン」の制作、ACC CM FESTIVALのインタラクティブ部門審査員など新しいメディアビジネスをプロデュース。3つの質問で人間の思考や行動の"型"を分析する人間関係分析学「カテゴライズド」理論発案者。現在はバラエティプロデューサーとして活動。

## 人物
尊敬する監督に押井守を挙げている。「押井作品は全部見ているけど、ハマったきっかけは映画『うる星やつら2 ビューティフル・ドリーマー』。本当に人生を変えた作品で映画館で出会ったときの衝撃は今も忘れません。当時は中学生で、VHSも購入して1000回くらい見ました」と語る。

## 担当番組

### アシスタントディレクター
- さんまのスーパーからくりTV（1996年 - 1997年）

### ディレクター
- 山田邦子のしあわせにしてよ（1995年 - 1996年）
- さんま・玉緒のお年玉あんたの夢をかなえたろかスペシャル（1997年 - 2002年）
- さんまのスーパーからくりTV（1998年 - 2001年）
- ファイトTV24（2001年）
- 中居正広の金曜日のスマたちへ（2001年 - 2006年）チーフディレクター

### プロデューサー
- 明石家さんちゃんねる（2006年 - 2008年）
- 21世紀エジソン芸人戦闘力バトルアッハ（2008年）
- 宝塚特番（2009年）
- 激安バラエティー（2009年）
- あいまいナ!（2010年 - 2011年）
- ザキ神っ! 〜ザキヤマさんとゆかいな仲間たち〜（2011年）
- EXILE魂（2010年 - 2012年）
- カタリダス（2010年）
- E-Girlsが！モンクの叫び（2011年 - 2012年）
- オトナの!（2012年 - 2016年）
- MAKE TV（2012年）
- 読村教授の“7つの習慣”特別授業（2013年）監督・脚本
- ベストセラーを講義する!「統計学が最強の学問である」（2014年）
- ベストセラーを講義する!「インベスターZ」（2015年）
- イク天 イクぜ、バンド天国!!（2016年 - 2017年）
- せいこうユースケトーク オトナに！(2017年 -2018年 )
- 占いTV（2017年 - 2018年）
- 田丸雅智のショートショート即興ショー（2017年 - ）
- 水曜夜のエンターテイメントバトル エンタX（2017年 - 2018年）
- ツッカム正剛 (2019年 - ）
- Be Style TBSラジオ（2020年4月 - 2021年3月）
- EXIT兼近のポポポエム（2021年12月-）
- グッドウォーキンスピングル（2022年5月〜）

### 総合演出
- 爆笑問題の勤労感謝TV（1998年）
- さんま・玉緒のお年玉あんたの夢をかなえたろかスペシャル（2002年 - 2008年）
- アインシュタインの舌（2005年）
- 明石家さんちゃんねる（2006年 - 2008年）

## その他の活動

### 音楽フェスティバル
- OTO-NANO!FES 2013（2013年1月23日開催）
- OTO-NANO!FES 2014（2014年3月6日開催）
- OTO-NANO!FES 2015（2015年3月12日開催）
- OTO-NANO!FES NEXT.001（2015年6月8日開催）
- OTO-NANO!FES 2016（2016年5月23日開催）

### ドラマ演出
- 負け犬女の壁（2004年）
- 永沢君（2013年）
- eのスピリット（2014年）

### 映画監督
- げんげ（2013年）

### 舞台演出
- ダイノジ活動20周年記念公演「テイラー・バートン～奪われた秘宝～」グランジPRESENTS（2015年）
- 吉本新喜劇 佐藤太一郎企画その16「未来の今日」(あしたのきょう)（2016年）

### ラジオ
- 「渋谷で角田陽一郎と」渋谷のラジオ（2016年 - 2020年）
- 「ラジオマメヒコ カフエのメディア論講座」（2016年-2018年）
- 「Seasoning -season your life with music-」FM番組（JFN系列）（2020年5月- 2023年3月）

### 企画プロデュース
- モテワンコンテスト（2017年 - ）
- 体験型バラエティ教習「DON!DON!ドライブ」（2017年-）
- 『EXIT兼近のポポポエム』（2021年-）

### 音楽プロデュース
- meiyo『羊の皮をかぶった山羊』（2018年）

### 出演
- 視聴率ゼロを出しても続く番組の秘密（ #テレビをほめるYESTV #10）（2013年）
- オトナの徘徊タクシー～坂口恭平、徘徊タクシーを語る～【オトナの!】（2014年）
- オトナの願いを叶える方法・前編 映画『げんげ』/後編 究極の人間関係分析学カテゴライズド（2014年）
- ムーンライダーズがなくちゃ生きていけない【オトナの!特別編】（2014年）
- オトナの！KERAロングインタビュー 【オトナの!】（2015年）
- NHK『ネットで決戦！#（笑）動画作ってみた』（2017年3月放送）

### イベント
- 喋りたい人 vol.12 西野亮廣×角田陽一郎（2014年）
- 角田陽一郎さんライブトーク@ふらっとすぽっと！（2014年）
- スパイスアップセッション COMMUNE246 岸博幸 伊藤春香 (編集者)（2014年）
- キンコン西野の大人のための学校「サーカス」vol.2（2015年）
  1. お笑いジャイアン 「おおちお笑い道場」（2015年）
- スタンダードブックストア『成功の神はネガティブな狩人に降臨する』刊行記念 角田陽一郎×中川和彦（2015年）
- アップルシード・エージェンシー PREMIUMセミナー「アイデア発想法とバラエティ的企画術」加藤昌治×角田陽一郎（2015年）
- 立川談慶×角田陽一郎「落語家とテレビプロデューサーが語る、人生をもっと楽しくするトーク&企画術」（2015年）
- QreatorsVarietySession#１角田陽一郎×丸幸弘 「バラエティ的起業塾」（2015年）
- QreatorsVarietySession#2 角田陽一郎×イシイジロウ「バラエティ的ゲーム開発」（2015年）
- キングコング西野の「喋りたい人」Vol.01 キングコング西野亮廣×武井壮×角田陽一郎（2016年）
- キングコング西野の「喋りたい人」Vol.02 キングコング西野亮廣×立川談慶×角田陽一郎（2016年）
- キングコング西野の「喋りたい人」Vol.03 キングコング西野亮廣×ダイノジ大谷ノブ彦×角田陽一郎（2016年）
- やついフェスティバル（2016年）
- BACKSTAGE2016「マンガ×DJ×テレビ」:コルク佐渡島庸平×ダイノジ大谷ノブ彦×角田陽一郎（2016年）
- MCEI OSAKA ９月度定例会『人の心を掴むバラエティ発想法とは』（2016年）
- 明治大学リバティアカデミー「もしバラエティプロデューサーが講義をしたら」」：世界史の講義（2016年）
- 「未来は、歴史が語ってくれる！ 〜世界史からみる、働き方の白熱教室〜」TOKYO WORK DESIGN WEEK 2016（2016年）
- 荒川和久×角田陽一郎「独身大国ニッポンの歩き方」（2017年）
- 「ここまで変わった！ オーディエンスの動かし方」BUDDYZ LIVE!! 2017 WINTER （2017年）

## 書籍
- 究極の人間関係分析学 カテゴライズド -（2014年 クロスメディア・パブリッシング）
- オトナの!格言 -（角田陽一郎編 2014年 河出書房新社）
- 成功の神はネガティブな狩人に降臨する -バラエティ的企画術-（2015年7月21日発売 朝日新聞出版）
- 「24のキーワード」でまるわかり! 最速で身につく世界史-（2015年11月21日発売 アスコム）
- 「好きなことだけやって生きていく」という提案- （2017年7月21日発売 アスコム）
- 13の未来地図 フレームなき時代の羅針盤（2018年3月16日発売 ぴあ）
- 運の技術 AI時代を生きる僕たちに必要なたった1つの武器（2018年6月15日発売 あさ出版）
- 人生が変わるすごい「地理」【学問】の力で働き方と生き方の【答え】が出る！（2019年8月2日発売 KADOKAWA）
- 「本音で話す」」は武器になる （2019年8月29日発売 PHP研究所）
- 「中の人」から「外の人」へ 出世のススメ（2019年9月20日発売 日本実業出版社）
- 読書をプロデュース（2020年1月31日発売 秀和システム）
- 『天才になる方法 本当に「頭がいい」とはどういうことだろう?』（2020年10月発売 大和出版刊）
- 『最速で身につく日本史』（2020年12月発売 アスコム刊）
- 『なぜ僕らはこんなにも働くのだろうか？』（2021年1月発売 アスコム刊）
- 小説『 AP アシスタント・プロデューサー』（2021年8月発売 工パブリック刊
- 『仕事人生あんちょこ辞典』加藤昌治と共著 （2021年9月発売 ベストセラーズ刊）
- 角田陽一郎随想集＜１＞〜＜10＞（2021年12月- Kindle）
- 角田陽一郎徒然草＜その一＞〜＜その八＞（2022年6月- Kindle）
- オトナの！キャスティング日誌＜上・中・下＞: 水道橋博士のメルマ旬報より（2023年1月- Kindle）
- テレビの果てはこの目の前に＜起＞: 水道橋博士のメルマ旬報より（2023年5月- Kindle）
- 教養としての教養（2023年5月発売 クロスメディアパブリッシング刊）

## 連載
- 水道橋博士のメルマ旬報(2014年2月 - 2022年9月 、BOOKSTAND)
- cakes「世界はすべてバラエティになる」（2016年7月14日 - ）
- BAUS 角田陽一郎の「2017年、的。」（2017年）
- 週刊プレイボーイ 角田陽一郎のMoving Movies〜その映画が人生を動かす〜（2019年- ）
- 角田陽一郎のメルマガDIVERSE（2019年- ）
- 東洋経済オンライン 角田陽一郎のMoving Studies〜学び続けてキャリアを伸ばす〜（2021年- ）
- JBpress 角田陽一郎のメディアの来し方行く末（2023年 - ）